# بوبي كاربنتر (لاعب هوكي الجليد)
بوبي كاربنتر (بالإنجليزية: Bobby Carpenter)‏ هو لاعب هوكي الجليد أمريكي، ولد في 13 يوليو 1963 في بيفرلي في الولايات المتحدة.

## وصلات خارجية
- بوبي كاربنتر على موقع دوري الهوكي الوطني (الإنجليزية)
- بوبي كاربنتر على موقع قاعة مشاهير الهوكي (لاعب أن.إتش.أل) (الإنجليزية)
- بوبي كاربنتر على موقع EliteProspects.com (الإنجليزية)
- بوبي كاربنتر على موقع HockeyDB.com (الإنجليزية)
- بوبي كاربنتر على موقع Hockey-Reference.com (الإنجليزية)